# Állandó mágneses generátor
A PMA (Permanent Magnet Alternator), magyarul állandó mágneses váltakozó áramú generátor egy olyan típusú elektromos generátor, amelyet repülőgépekben és egyéb alkalmazásokban használnak, ahol nagy teljesítményű és megbízható áramforrásra van szükség. Nevét onnan kapta, hogy az áramellátásra és a váltakozó áram impulzusainak előállítására nem tekercseket, hanem állandó mágneseket használ.

## Működési elve
A PMA alapelve az elektromágneses indukción alapul, amely szerint egy vezetőben elektromos áram keletkezik, amikor mágneses mezőben mozog. A PMA-ban a forgórész állandó mágnesekkel van ellátva, amelyek a forgás során mágneses teret hoznak létre. Ez a mágneses tér az állórész tekercsei körül mozog, így váltakozó áramot indukál az állórész tekercseiben. 

## Fő jellemzői és előnyei
1. Hatékonyság: A PMA-k általában hatékonyabbak, mint a hagyományos generátorok, mivel nem igényelnek külső áramforrást az elektromágneses mező létrehozásához. Az állandó mágnesek használata miatt kevesebb az energiaveszteség.
2. Könnyű és kompakt: A PMA-k kisebb méretűek és könnyebbek lehetnek, mivel kevesebb alkatrészt igényelnek a működésükhöz. Ez különösen fontos a repülőgépekben, ahol a súlycsökkentés kulcsfontosságú.
3. Magas megbízhatóság: A PMA-k egyszerűbb felépítésük miatt kevésbé hajlamosak mechanikai meghibásodásokra, mivel nem tartalmaznak csúszógyűrűket vagy szénkeféket, amelyek kopásnak vannak kitéve.
4. Karbantartásmentesség: Az állandó mágnesek alkalmazása révén a PMA-k kevesebb karbantartást igényelnek. Nincs szükség kefe cserére vagy csúszógyűrű tisztítására, ami csökkenti az üzemeltetési költségeket és a karbantartási időt.
5. Stabil kimeneti teljesítmény: Az állandó mágnesek használata miatt a PMA stabil és megbízható teljesítményt nyújt, függetlenül a fordulatszám-ingadozásoktól, amely különösen fontos a kritikus alkalmazásokban (pl. repülés).

## Használata a repülésben
A PMA-k fontos szerepet játszanak a repülésben, különösen a modern repülőgépek elektromos rendszereiben.
1. Avionikai rendszerek táplálása: Mivel a PMA-k képesek folyamatos és megbízható elektromos energiaellátásra, az általuk termelt váltakozó áramot különböző fedélzeti rendszerekhez használják fel, például kommunikációs eszközökhöz, navigációs berendezésekhez és a pilótafülkében található kijelzők áramellátásához.
2. Segédenergiaforrás: A legtöbb modern repülőgép rendelkezik segéd-energiaforrással, amely a földi működés (repülés előtti és utáni fázis) közben biztosítja a elektromos áramellátást. A PMA-k a segéd-energiaforrástól kapott mechanikai energiát használják fel az elektromos áram generálására.
3. Redundáns rendszerek: A PMA-kat gyakran alkalmazzák tartalék elektromos energiaforrásként, amelyek vészhelyzetekben biztosítják a kritikus rendszerek áramellátását. Amennyiben a fő generátor meghibásodik vagy kiesik, a PMA átveszi az áramellátás feladatát, ezzel lehetővé téve a fontos fedélzeti funkciók, például a repülési műszerek folyamatos működését.
4. Energiahatékonyság és súlycsökkentés: A PMA-k könnyűek és kompaktak, ami azért fontos, mert a repülésben elengedhetetlen a súly minimalizálása. Emellett a PMA-k magas hatékonysággal működnek, mivel az állandó mágnesek alkalmazásával csökkentik a veszteségeket és növelik az energiaátalakítás hatásfokát.

## Összefoglalás
A PMA-k a repülésben kulcsfontosságú szerepet játszanak, mivel hatékony, megbízható és könnyű áramforrást biztosítanak a fedélzeti rendszerekhez, redundanciát nyújtanak vészhelyzetekben, és hozzájárulnak a repülőgép súlyának csökkentéséhez. Az egyszerűségük és hatékonyságuk miatt a PMA-k egyre népszerűbbé válnak a modern repülőgép-tervezésben.